# Puchaczyk czubaty
Puchaczyk czubaty (Lophostrix cristata) – gatunek średniej wielkości ptaka z rodziny puszczykowatych (Strigidae). Sowa ta zamieszkuje tropikalne i subtropikalne lasy deszczowe Ameryki Południowej i Centralnej. Jest to jedyny gatunek z rodzaju Lophostrix. Nie jest zagrożony wyginięciem.

## Morfologia
Wygląd zewnętrznyŚredniej wielkości sowa, rozmiarem zbliżona do puszczyka. Upierzenie sute, na tułowiu jasnoszare, głowa czarna, ze słabo zaznaczoną, ciemnoszarą szlarą i charakterystycznymi, białymi „uszami” z piór (wyglądem przypominającymi brwi). Skrzydła ciemniejsze, jasnoczarne.
RozmiaryRozpiętość skrzydeł: ok. 90 cm 
 Długość ciała: 38–43 cm
Masa ciała: 400–620 g

## Występowanie
Puchaczyk czubaty zamieszkuje tropikalne i subtropikalne lasy deszczowe Ameryki Centralnej i Południowej. Występuje od południowego Meksyku po wschodnie Peru, północną Boliwię oraz północną i środkową Brazylię. Spotykany zwykle na wysokościach od poziomu morza do 1900 m n.p.m.

## Podgatunki
Obecnie wyróżnia się trzy podgatunki L. cristata, które zamieszkują:
- L. cristata stricklandi P. L. Sclater, Salvin, 1859 – puchaczyk rdzawolicy[5] – od południowego Meksyku do zachodniej Panamy i zachodniej Kolumbii
- L. cristata wedeli Griscom, 1932 – wschodnia Panama, północna Kolumbia, północno-zachodnia Wenezuela
- L. cristata cristata (Daudin, 1800) – puchaczyk czubaty[5] – Amazonia, region Gujana

## Status
Międzynarodowa Unia Ochrony Przyrody (IUCN) uznaje puchaczyka czubatego za gatunek najmniejszej troski (LC – Least Concern). W 2008 roku organizacja Partners in Flight szacowała, że liczebność światowej populacji mieści się w przedziale 50–500 tysięcy osobników. Trend liczebności populacji uznawany jest za spadkowy ze względu na wylesianie Amazonii.